# 褓姆
褓姆，也作保姆、保母，是於兒童家中照顧兒童的人。現代的褓姆未必會留宿，不少待兒童的父母下班回家就會離開，把兒童交回父母照顧。從前於大宅裡工作的褓姆通常是直接向女主人負責。
在中華人民共和國境內，“保姆”并不单指照顾儿童的家政服务人员，而是发展为对佣人的称呼（因为1949年之后，“佣人”一词被认为有歧视含义，故此用“保姆”一词代替）。在日本，“褓姆”被稱為“保育士”，但在1999年以前，也稱“保母”（因為自1990年代起，隨著男性保姆的就業數增加，加上“保母”一詞被認為女性專有，為了性別中立，故以“保育士”一詞代替）。

## 歷史
古代上層社會的婦女有不少都不會親自照顧自己的子女，而是交由褓姆照顧，有些是由乳母兼任褓姆，也有另外找的。大戶人家的褓姆有不少是長工，有些甚至會照顧幾代的小孩。宮廷中也有專職照顧小皇子和小皇女的女官或宮女，例如朝鮮王朝宮廷的褓姆尚宮。西方的中上階層家庭中的褓姆有專門的育兒室，並有一至多名助理。

## 現代的褓姆
現代不少雙薪家庭聘請褓姆，但多屬鐘點性質，留宿的專職褓姆只有中上層或上層社會的家庭負擔得起。有些褓姆受過專業育兒訓練，一些國家也會為受過訓練的褓姆發出證照，例如台灣在推行的證照制度。但仍然有很多沒受過正式訓練的人擔任褓姆。
傳統上褓姆多為女性，但近年男性褓姆也漸趨普及。

### 工作
褓姆的工作包括：
- 在指定時間內照顧僱主的子女
- 支援兒童的身體、社交、情緒、創意與智力發展
- 保護兒童的安全，避免他們發生危險
- 為兒童安排開胃、營養均衡的膳食和小吃
- 與家長保持良好的溝通，把兒童的發展和需要告訴家長
- 保持家中環境整潔，並為兒童善後

## 上門褓姆與託兒褓姆
現時褓姆的工作模式可大致分為上門及託兒（寄託於褓姆家中）。上門褓姆的特點在於褓姆是於家長家中照顧嬰幼兒，可全職或兼職，長工或短工，為嬰幼兒提供至為全面的服務，工作範圍通常會較闊，例如包括家居清潔、煮食等等。託兒褓姆則是於褓姆家中或其他指定地點照顧嬰幼兒，家長需要帶嬰幼兒前往託兒地點，並適當地提供所需用品及工具，工作範圍則會較少，通常只是照顧嬰幼兒，因此一般工資會較低。